# Charles Barkley
Charles Wade Barkley (Leeds, 20 februari 1963) is een Amerikaanse voormalig basketbalspeler. Hij is erkend als een van de meest dominante power forwards in de geschiedenis van de NBA. Hij behoort tot de 50 beste NBA-spelers aller tijden en was lid van het Amerikaanse "Dream Team" dat in 1992 en 1996 goud veroverde op de Olympische Spelen. Daarnaast werd hij in 1993 uitgeroepen tot NBA Most Valuable Player. In 2006 werd Barkley ingewijd in de Basketball Hall of Fame.

## Biografie

### Jeugd
Als junior op de middelbare school was Barkley slechts 1,78 m groot. Later werd Barkley 1,93m en dat hielp hem naar een plek in de startende vijf van het eerste team van de school. Hij leidde zijn team naar de halve finale (state semifinals) met gemiddelden van 19,1 punten en 17,9 rebounds per wedstrijd. Ondanks zijn goede spel, werd Barkley nooit opgemerkt door scouts van het collegebasketbal. Pas in de halve finales werd hij opgemerkt doordat hij 26 punten scoorde tegen Alabama's beste speler, Bobby Lee Hurt. Zo werd Barkley dan toch opgepikt door de Auburn Tigers van de Auburn University. Hij studeerde drie jaar aan de Auburn. Barkley blonk uit als speler en leidde de SEC in rebounding elk jaar. Tijdens zijn collegecarrière speelde hij als center, ook al was hij kleiner dan een gemiddelde center. Hij werd lid van het Auburn's All-Century team en zette het Auburn record voor schotpercentage op 62,6 procent. Hij ontving talrijke onderscheidingen, waaronder Southeastern Conference Player of the Year in 1984, drie All-SEC selecties en een Second Team All-American selectie. Toen hij bij Auburn speelde waren zijn gemiddelden 14,8 punten, 9,6 rebounds, 1,6 assists en 1,7 shotblocks per wedstrijd.

### NBA-debuut en 7 seizoenen bij dePhiladelphia 76ers

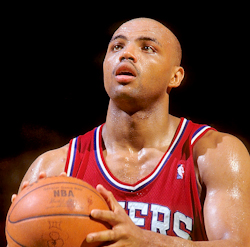
Barkley in 1991 bij de Philadelphia 76ers

Barkley stelde zich in 1984 kandidaat voor voor de NBA Draft. Hij werd als vijfde in de eerste ronde geselecteerd door de Philadelphia 76ers. Hij kwam terecht in een ervaren team dat oa. bestond uit Julius Erving, Moses Malone en Maurice Cheeks, waarmee Philadelphia in 1983 nog de NBA-titel had behaald. Barkley kreeg onder de vleugels van Moses Malone zijn gewicht onder controle. Bij het overlijden van Moses Malone in 2015 onderstreepte Barkley het belang van Malone tijdens zijn eerste NBA-jaren. Met zijn gemiddeldes van 14,0 punten en 8,6 rebounds per wedstrijd werd Barkley gekozen in het All-Rookie Team. In de playoffs haalden de Sixers de Eastern Conference-finale In deze finale werden ze in vijf wedstrijden verslagen door de Boston Celtics. Ook in zijn tweede seizoen (1985/86) maakte Barkley vooruitgang en werd hij met 12,8 rebounds per wedstrijd de beste rebounder van de Sixers. Als basisspeler zorgde hij mee voor een nieuwe kwalificatie van Philadelphia voor de playoffs, waarin ze in de halve finale van de Eastern Conference werden uitgeschakeld door de Milwaukee Bucks. Barkley werd verkozen voor het All-NBA Second Team.
Nadat Malone voor aanvang van het seizoen 1986/87 was vertrokken naar de Washington Bullets wierp Barkley zich steeds meer op als de leider van de Sixers. Dankzij een gemiddelde van 23 punten en 14,6 rebounds per wedstrijd, het beste gemiddelde in de NBA voor dit seizoen, werd Barkley in 1987 een eerste keer geselecteerd voor het NBA All-Star Game. Barkley is de kleinste speler in de geschiedenis van de NBA die een seizoen kon afsluiten als beste rebounder. Tevens werd hij opnieuw gekozen voor het All-NBA Second Team. Ondanks de sterke statistieken van Barkley sneuvelde Philadelphia in de eerste ronde van de playoffs opnieuw tegen de Milwaukee Bucks. Na dit seizoen beëindigde Julius Erving zijn loopbaan waardoor Barkley nog meer dan voorheen de sterkhouder van de Sixers werd. In het seizoen 1987/88 speelde Barkley 80 wedstrijden, maar het was ook zijn meest productieve seizoen uit zijn loopbaan met een gemiddelde van 28,3 punten per wedstrijd. Desondanks kon Barkley zich met Philadelphia niet kwalificeren voor de playoffs. Individiueel werd hij wel opnieuw geselecteerd voor het NBA All-Star Game en werd hij verkozen in het All-NBA First Team. Ook het daaropvolgende seizoen 1998/89 kende een ietwat gelijkaardig verloop: dankzij sterke statistieken speelde Barkley opnieuw mee in het All-Star Game. Dit keer kon Philadelphia zich wel kwalificeren voor de playoffs maar in de eerste ronde waren de New York Knicks te sterk.
Tijdens het seizoen 1989/90 eindigde Barkley op de tweede plaats in de MVP-verkiezing, achter Magic Johnson. Met Philadelphia verloor hij opnieuw in de eerste ronde van de playoffs, dit keer tegen de Chicago Bulls. Barkley bleef ook in het seizoen 1990/91 zeer sterk presteren. In een nieuw NBA All-Star Game leidde hij het Oosten naar een 116-114 overwinning. Naast 17 punten plukte hij ook 22 rebounds, een evenaring van het record van Wilt Chamberlain in het All-Star Game van 1967. Barkley werd uitgeroepen tot MVP van dit All-Star Game. In de playoffs van 1991 verloor Philadelphia in de halve finale van de Eastern Conference opnieuw van de Chicago Bulls en Michael Jordan. Het seizoen 1991/92 werd het laatste seizoen van Barkley in Philadelphia. Barkley speelde met nummer 32 in plaats van zijn vertrouwde nummer 34 om zo Magic Johnson te steunen die voor het seizoen had bekendgemaakt dat hij Hiv-positief was. Hiervoor had Barkley de goedkeuring gekregen van Billy Cunningham, wiens nummer 32 eerder door Philadelphia uit roulatie was gehaald. Barkley scoorde in dit seizoen gemiddeld 23,1 punten per wedstrijd, aangevuld met een gemiddelde van 11,1 rebounds. Barkley scoorde in 8 seizoenen bij de Sixers 14.184 punten, waarmee hij anno 2023 nog steeds de 5e plaats bekleedt in de topschutterlijst aller tijden bij de Philadelphia 76ers. Hij was tevens 7 seizoenen de beste rebounder van het team en de beste in scoringspercentage. Na het seizoen werd Barkley aanvankelijk geruild naar de Los Angeles Lakers, maar deze deal werd dezelfde dag nog afgeblazen door Philadelphia. Op 17 juli 1992 werd Barkley geruild naar de Phoenix Suns voor Jeff Hornacek, Tim Perry en Andrew Lang.

### 2 keer Olympisch kampioen en 4 seizoenen bijPhoenix Suns
In de zomer van 1992 nam Barkley met het Amerikaans basketbalteam deel aan de Olympische zomerspelen in Barcelona. Voor het eerst in de Olympische geschiedenis werden NBA-spelers toegelaten tot de Olympiche Spelen zodat Barkley samen met oa. Patrick Ewing, Larry Bird, Michael Jordan, Karl Malone en Magic Johnson met het Dream Team de Olympische titel mocht trachten te veroveren. De VS won al zijn wedstrijden met ruim verschil en in de finale werd Kroatië met 117-85 cijfers verslagen. Barkley was goed voor een gemiddelde van 18 punten per wedstrijd. In november nam Barkley bij de Suns meteen een vliegende start met een Triple double in zijn debuutwedstrijd tegen Los Angeles Clippers.
Mede dankzij gemiddeld 25,6 punten en 12,2 rebounds per wedstrijd leidde Barkley de Suns naar de playoffs. Barkley werd verkozen tot MVP van het seizoen 1992/93. In de playoffs gingen de Suns door op hun elan en na winst in de finale van de Eastern Conference tegen Seattle SuperSonics kwalificeerde Phoenix voor het eerst sinds 1976 voor de NBA-finale. In de finale moest Barkley echter opnieuw het onderspit delven tegen de Bulls van Michael Jordan. Het daaropvolgende seizoen kende Barkley wat last van rugpijn waardoor hij oa ook in zijn 8e selectie voor het NBA All-Star Game niet kon aantreden. Met de Suns werd Barkleu uitgeschakeld in de halve finale van de Eastern Conference door de Houston Rockets en Hakeem Olajuwon. Ook het daaropvolgende seizoen verloor Barkley met de Suns in de halve finale van de Eastern Conference van de Houston Rockets. Het seizoen 1995/96 was het laatste van Barkley bij de Suns, waarbij hij in de loop van het seizoen de 10e speler in de NBA-geschiedenis werd die 20000 punten en 10000 rebounds liet optekenen. Na de uitschakeling van de Suns in de eerste ronde van de playoffs werd Barkley op 19 augustus 1996 in ruil voor Sam Cassell, Robert Horry Mark Bryant en Chucky Brown getransgfereerd naar de Houston Rockets.
Barkley nam in 1996 opnieuw deel aan de Olympische zomerspelen. Aan de zijde van oa. Karl Malone, Hakeem Olajuwon en Shaquille O'Neal leidde Barkley de Verenigde Staten naar een nieuwe olympische titel.

### Houston Rockets (1996-2000)
Bij Houston had Barkley, aan de zijde van Hakeem Olajuwon en Clyde Drexler een laatste kans op een NBA-titel. In zijn debuutwedstrijd voor de Rockets plukte Barkley 33 rebounds, het hoogste aantal in zijn ganse loopbaan. In zijn debuutseizoen speelde Barkley, als gevolg van blessures en enkele schorsingsdagen slecht 53 wedstrijden. Houston kon zich plaatsen voor de playoffs, waarin ze achtereenvolgens wonnen van de Minnesota Timberwolves en Seattle SuperSonics. In de finale van de Eastern conference was Utah Jazz echter met 4-2 winst te sterk voor Houston. De daaropvolgende seizoenen in Houston kende Barkley regelmatig kleine blessures en gingen zijn statistieken ook achteruit. Houston sneuvelde zowel in het seizoen 1997/98 als 1998/99 in de eerste ronde van de playoffs. Barkley werd wel de tweede spelers in de NBA-geschiedenis (na Wilt Chamberlain met 23000 punten, 12000 rebounds en 4000 assists. Op 8 december 1999 blesseerde Barkley zich ernstig aan zijn linkerknie waardoor er plots een einde leek te komen aan zijn loopbaan. Op 19 april 2000 kon Barkley nog 1 keer aantreden in een wedstrijd tegen de Vancouver Grizzlies. In zijn laatste wedstrijd kreeg hij nog 6 minuten en zo kon hij alsnog 'rechtop' afscheid nemen van het professioneel basketbal.
In 2006 werd Barkley opgenomen in de Basketball Hall of Fame. Met het Dream team werd Barkley in 2010 nog een tweede keer opgenomen in de Hall of Fame. In 2001 werd zijn rugnummer 34 zowel door de universiteit van Auburn als de door de Philadelphia 76ers uit roulatie gehaald, waarna ook in 2004 de Phoenix Suns zijn nummer terugtrokken. Nadat Barkley in 1996 al werd opgenomen in de NBA's 50th Anniversary All-Time Team werd hij in 2021 ook opgenomen in het NBA 75th Anniversary Team.